# St. Michael (Lentersheim)

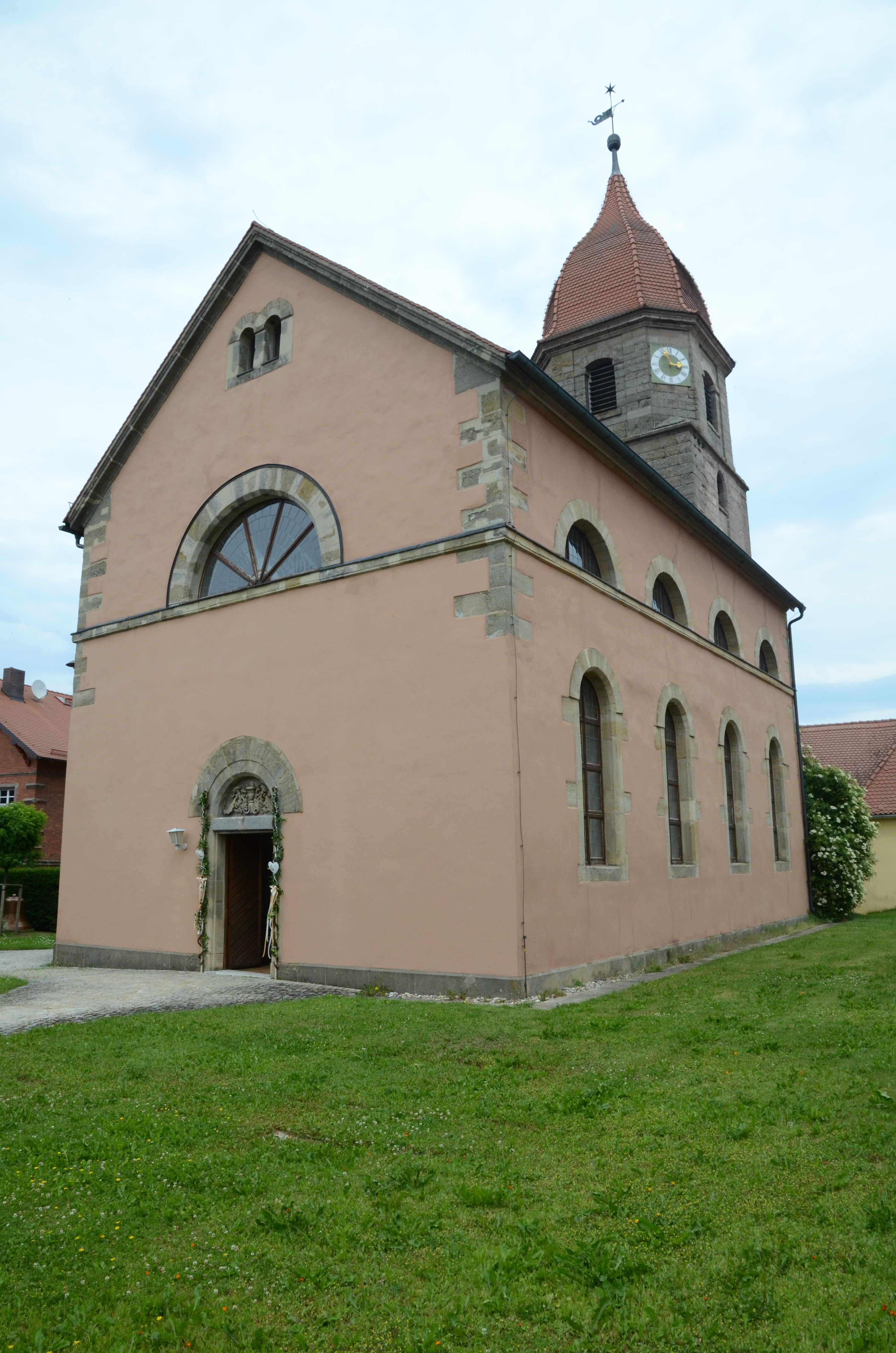
St. Michael (Lentersheim)

Die evangelische, denkmalgeschützte Pfarrkirche St. Michael steht in Lentersheim, einem Gemeindeteil der Gemeinde Ehingen im Landkreis Ansbach (Mittelfranken, Bayern). Das Bauwerk ist unter der Denkmalnummer D-5-71-141-18 als Baudenkmal in der Bayerischen Denkmalliste eingetragen. Die Kirchengemeinde gehört zum Dekanat Wassertrüdingen im Kirchenkreis Ansbach-Würzburg der Evangelisch-Lutherischen Kirche in Bayern.

## Beschreibung
Die unteren vier Geschosse des Chorturms aus Quadermauerwerk stammen aus dem 15. Jahrhundert. Sein spitzer Helm wurde 1764 abgebrochen. Nach einem Entwurf von Johann David Steingruber wurde er 1847 um ein Geschoss mit abgeschrägten Ecken aufgestockt, das die Turmuhr und den Glockenstuhl, beherbergt, und mit einer Glockenhaube bedeckt. Im Glockenstuhl hängen heute vier Kirchenglocken von 1989. Im Ersten Weltkrieg mussten zwei der 1872 beschafften drei Bronzeglocken abgeliefert werden, im Zweiten Weltkrieg auch die dritte. Das an den Chorturm angebaute Langhaus wurde 1847 um ein Geschoss erhöht und mit einem neuen Satteldach versehen. 
Der quadratische Chor, d. h. das Erdgeschoss des Chorturms, ist mit einem Kreuzgewölbe überspannt, das Langhaus mit einer Flachdecke. Das Langhaus hat an der West- und an der Nordseite doppelstöckige Emporen. Im Chor wurde 1949 ein Flügelaltar aufgestellt; 1989 wurde er wieder entfernt und der ursprüngliche Altar wieder aufgestellt. Die hölzerne Kanzel und ihr Schalldeckel vor dem Chorbogen sind spätklassizistisch, ebenso das hölzerne Taufbecken, der Orgelprospekt stammt dagegen aus dem Rokoko. Die heutige Orgel mit 13 Registern, zwei Manualen und einem Pedal wurde allerdings erst 1988 von Hey Orgelbau gebaut.